# Pałac w Mohylowcach

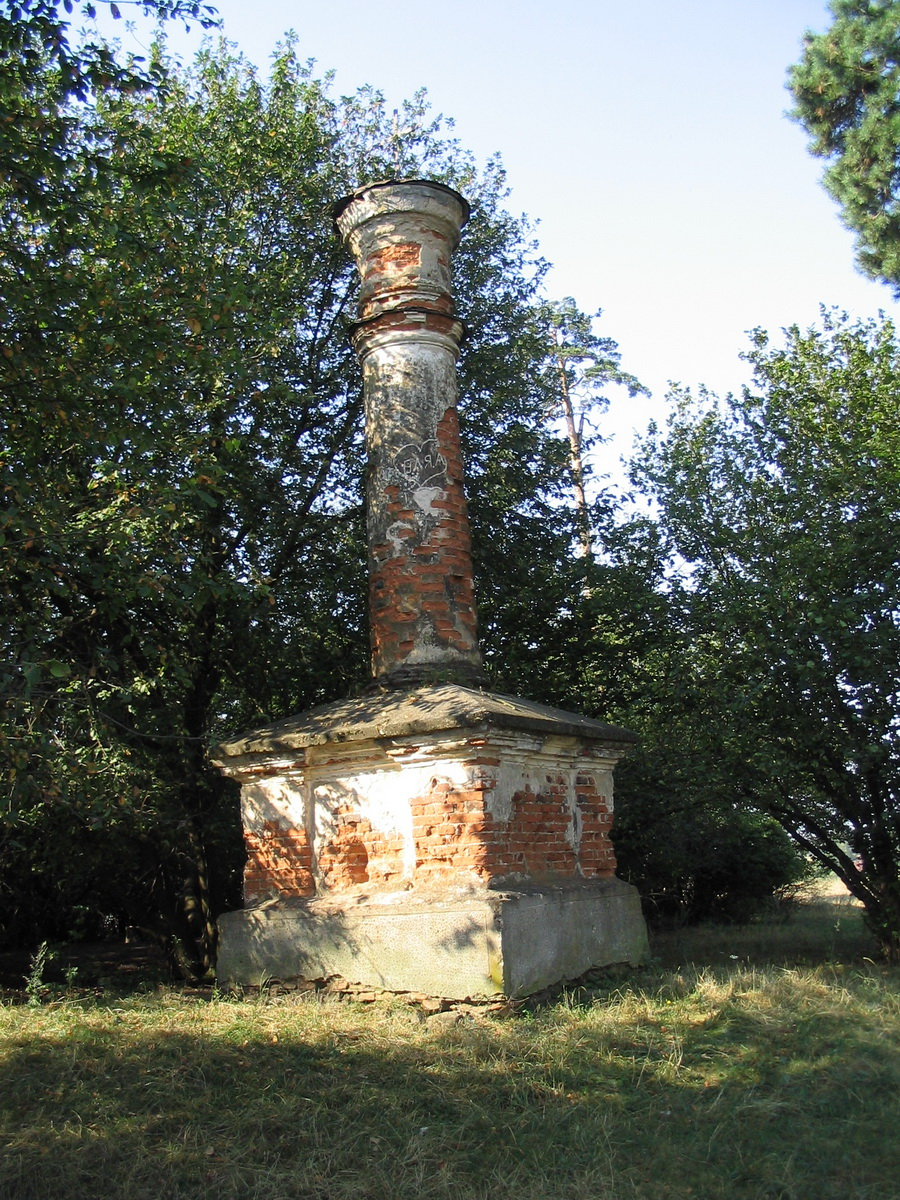
Kolumna upamiętniająca ustanowienie Konstytucji 3 maja 1791, stan w 2004 roku

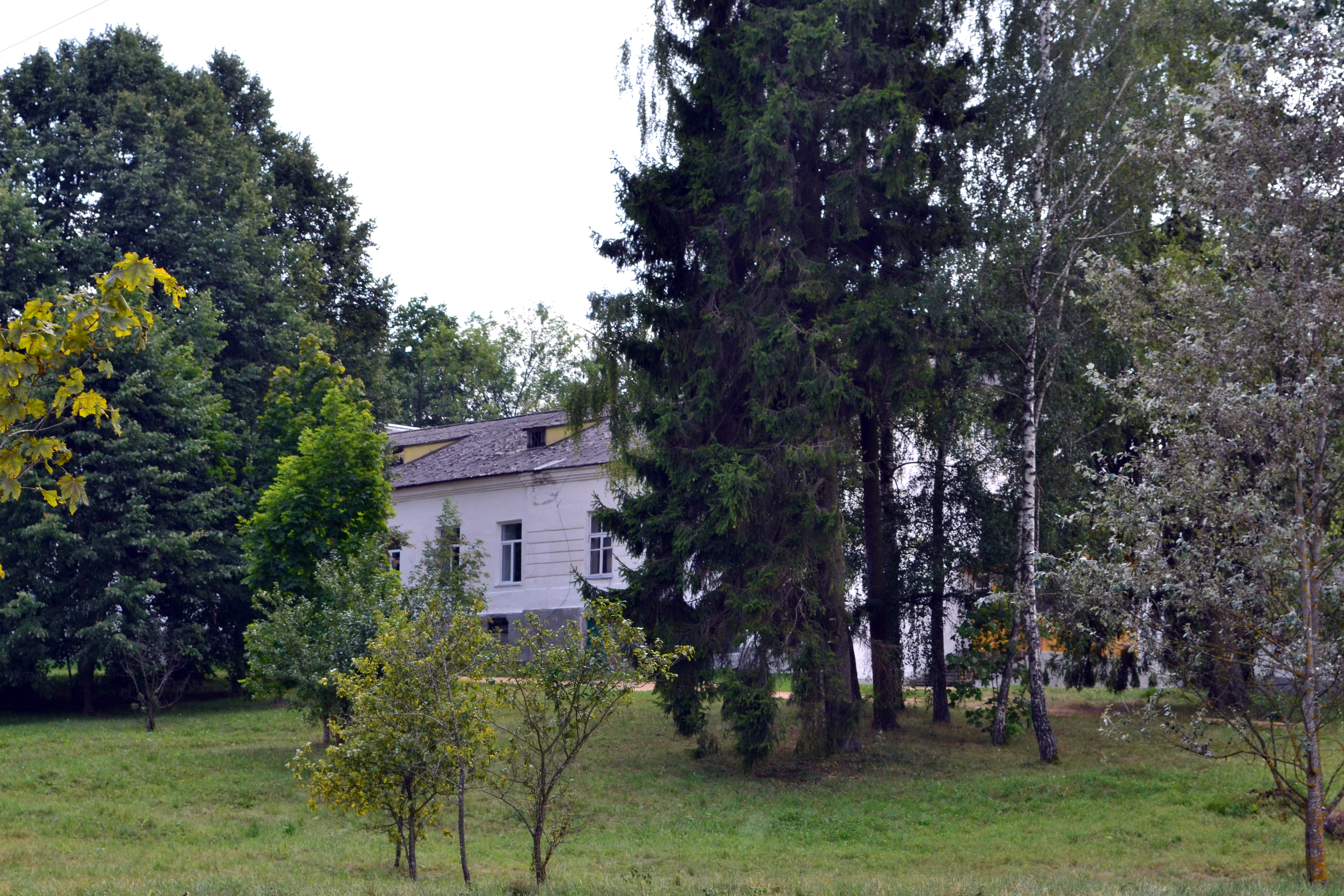
Fragment pałacu Bychowców, 2012

Pałac w Mohylowcach – pałac na Białorusi, będący w przeszłości siedzibą majątku rodziny Bychowców a potem Dziekońskich we wsi Mohylowce.

## Historia majątku
Pierwsze wzmianki o majątku pochodzą z XVI wieku: król Zygmunt Stary nadał go za lojalną służbę synom swojego dworzanina Tyszki Bychowca: bojarom smoleńskim Bazylemu i Waśce Bychowcom. Wśród późniejszych właścicieli pojawia się Samuel Bychowiec, starosta lucyński, który w 1689 roku naraził się królowi Janowi III Sobieskiemu i został skazany na wieczne wygnanie. Jego syn, Jan, marszałek wołkowyski sprzedał w 1751 roku zgromadzeniu misjonarzy używany już wcześniej przez ten zakon klasztor w Łyskowie, jednocześnie znacznie go dla zakonu rozbudowując. Syn Jana, Józef, szambelan króla Stanisława Augusta, krajczy wielki litewski i starszy syn Józefa, Adam Jan (ur. w 1793 roku), uczestnik powstania styczniowego zesłany za udział w nim do guberni penzeńskiej, byli kolejnymi dziedzicami tego majątku. Innym właścicielem Mohylowców był na początku XIX wieku Józef Władysław Bychowiec (1778–1845), powstaniec kościuszkowski, przyjaciel Immanuela Kanta. Młodszym synem Józefa-krajczego i dziedzicem Mohylowców był Aleksander. Po jego śmierci w 1863 roku majątek odziedziczył jego syn Stanisław, po nim – siostrzeniec Aleksandra, Kazimierz Dziekoński, który przekazał w 1910 roku odziedziczony majątek o powierzchni 5081 dziesięcin swojemu krewnemu Albinowi Michałowi Dziekońskiemu (1892–1940?), który był ostatnim jego właścicielem.
Po III rozbiorze Polski w 1795 roku majątek, wcześniej należący do powiatu wołkowyskiego województwa nowogródzkiego Rzeczypospolitej, znalazł się na terenie powiatu wołkowyskiego (ujezdu), wchodzącego w skład kolejno guberni: słonimskiej, litewskiej i grodzieńskiej Imperium Rosyjskiego. Po ustabilizowaniu się granicy polsko-radzieckiej w 1921 roku dobra te wróciły do Polski, znalazły się w gminie Łysków powiatu wołkowyskiego województwa białostockiego, od 1945 roku – w ZSRR, od 1991 roku – na terenie Republiki Białorusi.

## Pałac
Prawdopodobnie Józef Bychowiec (krajczy) zbudował w połowie XVIII wieku okazały dwór na południowym, wysokim brzegu rzeki Muszki. Możliwe, że pałac powstał jeszcze wcześniej. Był to parterowy, staropolski dom przykryty wysokim, łamanym czterospadowym dachem gontowym. Był zbudowany z bardzo grubego muru, wysoko podpiwniczony, trzynastoosiowy, na planie prostokąta. W połowie XIX wieku znacznie wydłużono jego skrzydła (do ponad dwudziestu osi) i prawdopodobnie również wtedy podwyższono centralną część budynku, tworząc wielki portyk w wielkim porządku, którego cztery jońskie kolumny podtrzymywały gładki, trójkątny szczyt, i nadając mu charakter pałacu. Podobny, mniejszy portyk zbudowano również po stronie ogrodowej (północnej), jednak nie był on centralny, ponieważ na osi frontowego portyku stała w odległości kilku metrów modrzewiowa, ośmioboczna, przeszklona kapliczka. Cały budynek otynkowano na biało.
Wnętrze stanowiło kilkanaście pokoi, w układzie dwutraktowym, amfiladowym. Biblioteka, licząca w 1914 roku 3 tysiące tomów, została całkowicie rozgrabiona w czasie I wojny światowej. Dom był otoczony kilkunastohektarowym starym parkiem z wiekowymi lipami i modrzewiami tworzącymi aleje. Przed i za domem znajdowały się wielkie, koliste gazony. Dalsza od domu część parku była utrzymywana w stanie półdzikim. W parku, między domem a rzeką, znajdował się duży i malowniczy staw, pokryty latem nenufarami.
We wsi (w pobliżu pałacu, ale w niektórych źródłach lokalizowana we wsi Ososzniki) stoi kolumna upamiętniająca ustanowienie Konstytucji 3 maja. Niektóre źródła przypisują jej wzniesienie intencji upamiętnienia powstania styczniowego, na Białorusi znanego również jako powstanie Konstantego Kalinowskiego, co ma swoje uzasadnienie w masowym udziale wielu tutejszych członków rodzin Bychowców i Dziekońskich w powstaniu oraz zesłaniach i katorgach w jego konsekwencji.
Pałac w Mohylowcach przetrwał wojny. Dziś znajduje się w nim szpital psychiatryczny. Pałac i pobliska, wyżej wspomniana kolumna są dziś historyczno-kulturalnymi zabytkami Białorusi o numerach ewidencyjnych 113В000625 i 113В000624.
W XIX wieku stała tu kaplica katolicka parafii Łysków, była to kaplica grobowa Bychowców. Została zniszczona około 1940 roku.
Majątek w Mohylowcach jest opisany w 2. tomie Dziejów rezydencji na dawnych kresach Rzeczypospolitej Romana Aftanazego.